# Royal Fleet Auxiliary

Pavillon de la Royal Fleet Auxiliary.

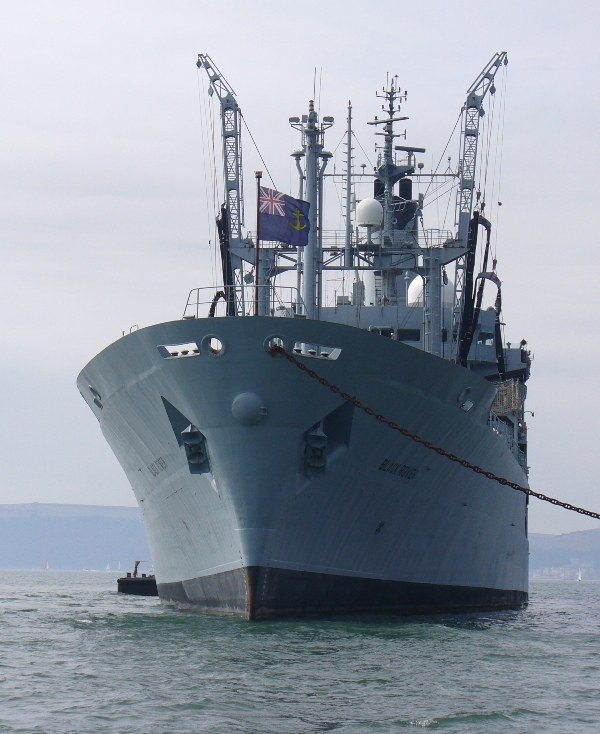
Un pétrolier de la classe Rover de la RFA en 2005.

La Royal Fleet Auxiliary (en abrégé RFA), dont le nom en français signifie « flotte royale auxiliaire » est la flotte auxiliaire — et à ce titre, armée par des équipages civils et non militaires — du ministère britannique de la Défense et est la cinquième arme de combat de la Royal Navy.
Elle fournit un soutien logistique et opérationnel vital à la Royal Navy et aux Royal Marines (infanterie de marine). La RFA assure l'approvisionnement et le soutien de la Royal Navy en fournissant du carburant et des provisions par le biais du ravitaillement en mer, en transportant les Royal Marines et le personnel du British Army (l'armée britannique), en fournissant des soins médicaux et en transportant des équipements et des produits essentiels dans le monde entier. En outre, le RFA agit de manière indépendante en fournissant une aide humanitaire, en luttant contre la piraterie et en effectuant des patrouilles antidrogue, tout en aidant la Royal Navy à prévenir les conflits et à sécuriser le commerce international. Il s'agit d'une branche civile en uniforme de la Royal Navy, dont le personnel est composé de marins marchands britanniques.
Le personnel de la RFA est composé d'employés du ministère de la défense et de membres spéciaux de la réserve navale royale, des civils qui doivent faire partie des forces armées à un titre ou à un autre afin de mener des opérations militaires spécialisées. Bien que le personnel de la RFA porte l'insigne de grade de la marine marchande sur des uniformes de la marine militaire, il est classé comme faisant partie du service naval et soumis à la discipline militaire lorsque leur navire est engagé dans des opérations paramilitaires. Les navires de la RFA sont commandés et équipés par ces marins, auxquels s'ajoutent des membres de la Royal Navy de la Force régulière et de la Réserve qui remplissent des fonctions spécialisées telles que l'exploitation et l'entretien d'hélicoptères ou la fourniture d'installations hospitalières. Le personnel de la Royal Navy qui est également nécessaire pour faire fonctionner certaines armes, comme la Phalanx, mais d'autres armes (comme le canon Bushmaster de 30 mm) sont utilisées par le personnel de la RFA. La RFA compte parmi ses actifs un navire d'entraînement à l'aviation/un navire-hôpital et des navires de débarquement.
La RFA est financée par le budget de la Défense du Royaume-Uni et le commandant général de la Royal Auxiliary Fleet rend directement compte à l'amiral chargé des opérations de la Royal Navy, appelé en Grande-Bretagne Commander-in-Chief Fleet (CINCFLEET)

## Histoire
La RFA a été créée en 1905 pour fournir des navires de charbon à la marine à une époque où le passage de la voile aux machines à vapeur alimentées au charbon comme principal moyen de propulsion signifiait qu'un réseau de bases dans le monde entier avec des installations de charbon ou une flotte de navires capables de fournir du charbon était nécessaire pour qu'une flotte puisse opérer loin de son pays d'origine. Comme la Royal Navy de cette époque possédait le plus grand réseau de bases au monde de toutes les flottes, la RFA a d'abord joué un rôle relativement mineur.
La RFA a d'abord été fortement utilisée par la Royal Navy pendant la Seconde Guerre mondiale, lorsque la flotte britannique était souvent loin des bases disponibles, soit parce que l'ennemi s'était emparé de ces bases, soit, dans le Pacifique, en raison des distances à parcourir. La Seconde Guerre mondiale a également vu les navires de guerre rester en mer pendant des périodes beaucoup plus longues que ce n'était le cas depuis l'époque de la voile. Les techniques de ravitaillement en mer (Replenishment at Sea ou RAS) ont été développées. La flotte auxiliaire comprenait une collection diversifiée, avec non seulement des navires RFA, mais aussi des navires de guerre et des marchands en service. La nécessité de maintenir la flotte a été clairement démontrée par la Seconde Guerre mondiale.
Après 1945, la RFA est devenue la principale source de soutien de la Royal Navy dans les nombreux conflits auxquels elle a participé. La RFA a rendu d'importants services à la Far East Fleet (flotte d'Extrême-Orient) au large de la Corée de 1950 à 1953, lorsque des opérations de transport soutenues ont de nouveau été montées dans les eaux du Pacifique. Au cours des opérations prolongées de la Konfrontasi dans les années 1960, la RFA a également été fortement impliquée. Comme le réseau de bases britanniques à l'étranger s'est réduit à la fin de l'Empire, la marine s'est de plus en plus appuyée sur la RFA pour approvisionner ses navires lors de déploiements de routine.
Le RFA a joué un rôle important dans la plus grande guerre navale depuis 1945, la guerre des Malouines en 1982 (où le navire RFA Sir Galahad (1966) a été perdu et un autre gravement endommagé), ainsi que dans la guerre du Golfe, la guerre du Kosovo, la campagne d'Afghanistan et l'invasion de l'Irak en 2003.
En juillet 2008, la RFA a reçu le drapeau de la Reine, un honneur unique pour une organisation civile,,.

## Flotte
Les navires au service de la RFA portent le préfixe RFA, qui signifie « Royal Fleet Auxiliary », et arborent le Blue Ensign avec une ancre droite en or. Tous les navires de la Royal Fleet Auxiliary sont construits et entretenus conformément aux normes du Lloyd's Register et du Department for Transport.
Le rôle le plus important joué par la RFA est le ravitaillement en mer (RAS), c'est pourquoi les navires de ravitaillement constituent le pilier de la flotte actuelle de la RFA.
Les navires de la classe Wave sont des « Fleet Tankers », qui assurent principalement le ravitaillement en cours de route des navires de la Royal Navy, mais peuvent également fournir une quantité limitée de cargaison sèche. Les navires de la classe Tide sont des  « Fast Fleet Tankers » qui ont été commandés en février 2012. Les quatre pétroliers ont été commandés au Daewoo Shipbuilding & Marine Engineering (DSME), en Corée du Sud, avec le soutien des services de défense britanniques BMT pour la conception, le premier d'entre eux, le Tidespring, étant entré en service en 2017.
Le Fort Victoria est un navire de ravitaillement « à escale unique », capable de fournir du ravitaillement en cours de route et des cargaisons sèches (c'est-à-dire du réarmement, de l'avitaillement et des pièces de rechange).
Les anciens navires de la Classe Fort Rosalie ne fournissent que des cargaisons sèches. Les deux navires de la classe Fort Rosalie (en plus du navire de la classe Wave, le RFA Wave Ruler) étaient en période de maintenance réduite (période de maintenance de la base) ou en « état de préparation prolongé » (réserve sans équipage) à partir de juin 2020. L'examen stratégique de défense et de sécurité de 2015 a indiqué que trois nouveaux navires de « soutien solide de la flotte » devaient être construits et que l'appel d'offres pour le contrat devait commencer à la fin de 2016. En 2019, cette compétition a été interrompue en raison de critiques selon lesquelles elle permettait de faire des offres pour la construction de navires en dehors du Royaume-Uni. En mai 2020, le ministre de la défense Ben Wallace a déclaré que la compétition allait probablement reprendre en septembre 2020, mais le début de la compétition a ensuite été reporté au « printemps » 2021.
Les classes Wave, Classe Fort Victoria et Fort Rosalie disposent d'installations aéronautiques généreuses, offrant un soutien aérien et des installations de formation ainsi que d'importantes capacités de réapprovisionnement vertical. Ils sont capables d'exploiter et de soutenir plusieurs hélicoptères Merlin et Lynx Wildcat, qui sont tous deux d'importantes plates-formes d'armes. La présence d'installations aéronautiques sur les navires de la RFA permet de les utiliser comme "multiplicateurs de force" pour les groupes opérationnels qu'ils soutiennent, conformément à la doctrine de la Royal Navy.
La RFA a pour mission de soutenir les opérations amphibies de la Royal Navy grâce à ses trois navires de débarquement (Landing Ship Dock ou LSD) de classe Bay. En général, une classe de quai est également affectée comme "navire-mère" permanent pour les navires de lutte contre les mines de la Royal Navy dans le golfe Persique.
Le seul navire de soutien de la flotte est le navire d'entraînement à l'aviation Argus, un porte-conteneurs roulier transformé (roll-on/roll-off (RoRo)). Il est chargé de la formation et du soutien à l'aviation en temps de paix. Lors des opérations actives, il devient le navire principal d'accueil des blessés (Primary Casualty Receiving Ship ou PCRS), essentiellement un navire-hôpital. Il ne peut pas être décrit comme tel - et ne bénéficie pas d'une telle protection en vertu de la Convention de Genève — car il est armé. Il peut cependant s'aventurer dans des eaux trop dangereuses pour un navire-hôpital normal. L'Argus a subi un carénage en mai 2007, destiné à prolonger sa durée de vie opérationnelle jusqu'en 2020.
Les navires de transport maritime de la Classe Point ont été acquis en 2002 dans le cadre d'une initiative de financement privé (private finance initiative ou PFI) de 1,25 milliard de livres sterling avec Foreland Shipping, connue sous le nom de « Strategic Sealift Service ». Ces navires sont des navires de la marine marchande loués au ministère de la défense en fonction des besoins. À l'origine, six navires faisaient partie du contrat, permettant au ministère de la défense d'utiliser quatre des navires, dont deux ont été mis à disposition pour un affrètement commercial, ces deux derniers ayant été libérés du contrat en 2012. Le ministère de la défense passe également des contrats pour assurer l'approvisionnement en carburant des installations à l'étranger. Pendant un certain temps, cette exigence a été maintenue grâce à l'affrètement du navire Maersk Rapier, qui a été chargé de fournir du carburant aux divers établissements navals du Royaume-Uni, tant sur le territoire national qu'à l'étranger, ainsi que du carburant aviation aux stations de la RAF à Chypre, à l'Ascension et aux Malouines. Le ministère de la défense a affrété le navire à des sociétés commerciales pendant les périodes où il n'était pas utilisé à des fins de défense,. Depuis la fin du contrat d'utilisation du Maersk Rapier, un autre contrat d'utilisation d'un autre pétrolier, rebaptisé Raleigh Fisher, a été conclu,.
En 2020, 13 navires sont en service au sein de la Royal Fleet Auxiliary, pour un déplacement total d'environ 376 000 tonnes. Ces chiffres ne tiennent pas compte des navires de la marine marchande affrétés par le ministère de la défense.

### Désarmement
En novembre 2024, le ministre de la Défense britannique John Healey annonce que le RFA Wave Ruler et son sister-ship le RFA Wave Knight, vont être désarmés, pour des raisons économiques.

### Réapprovisionnement
| Classe               | Navire            | Pennant No. | Entrée en service | Déplacement   | Type                                | Note   |
| -------------------- | ----------------- | ----------- | ----------------- | ------------- | ----------------------------------- | ------ |
| Classe Tide          | RFA Tidespring    | A136        | 2017              | 39 000 tonnes | Pétrolier ravitailleur              | [ 20 ] |
| Classe Tide          | RFA Tiderace      | A137        | 2018              | 39 000 tonnes | Pétrolier ravitailleur              | [ 21 ] |
| Classe Tide          | RFA Tidesurge     | A138        | 2019              | 39 000 tonnes | Pétrolier ravitailleur              | [ 22 ] |
| Classe Tide          | RFA Tideforce     | A139        | 2019              | 39 000 tonnes | Pétrolier ravitailleur              | [ 23 ] |
| Classe Wave          | RFA Wave Knight   | A389        | 2003              | 31 500 tonnes | Pétrolier de la flotte rapide       | [ 24 ] |
| Classe Wave          | RFA Wave Ruler    | A390        | 2003              | 31 500 tonnes | Pétrolier de la flotte rapide       | ,      |
| Classe Fort Victoria | RFA Fort Victoria | A387        | 1994              | 33 675 tonnes | Navire de ravitaillement multi-rôle | [ 26 ] |
| Classe Fort Rosalie  | RFA Fort Rosalie  | A385        | 1978              | 23 384 tonnes | Navire de ravitaillement solide     | ,      |
| Classe Fort Rosalie  | RFA Fort Austin   | A386        | 1979              | 23 384 tonnes | Navire de ravitaillement solide     | ,      |

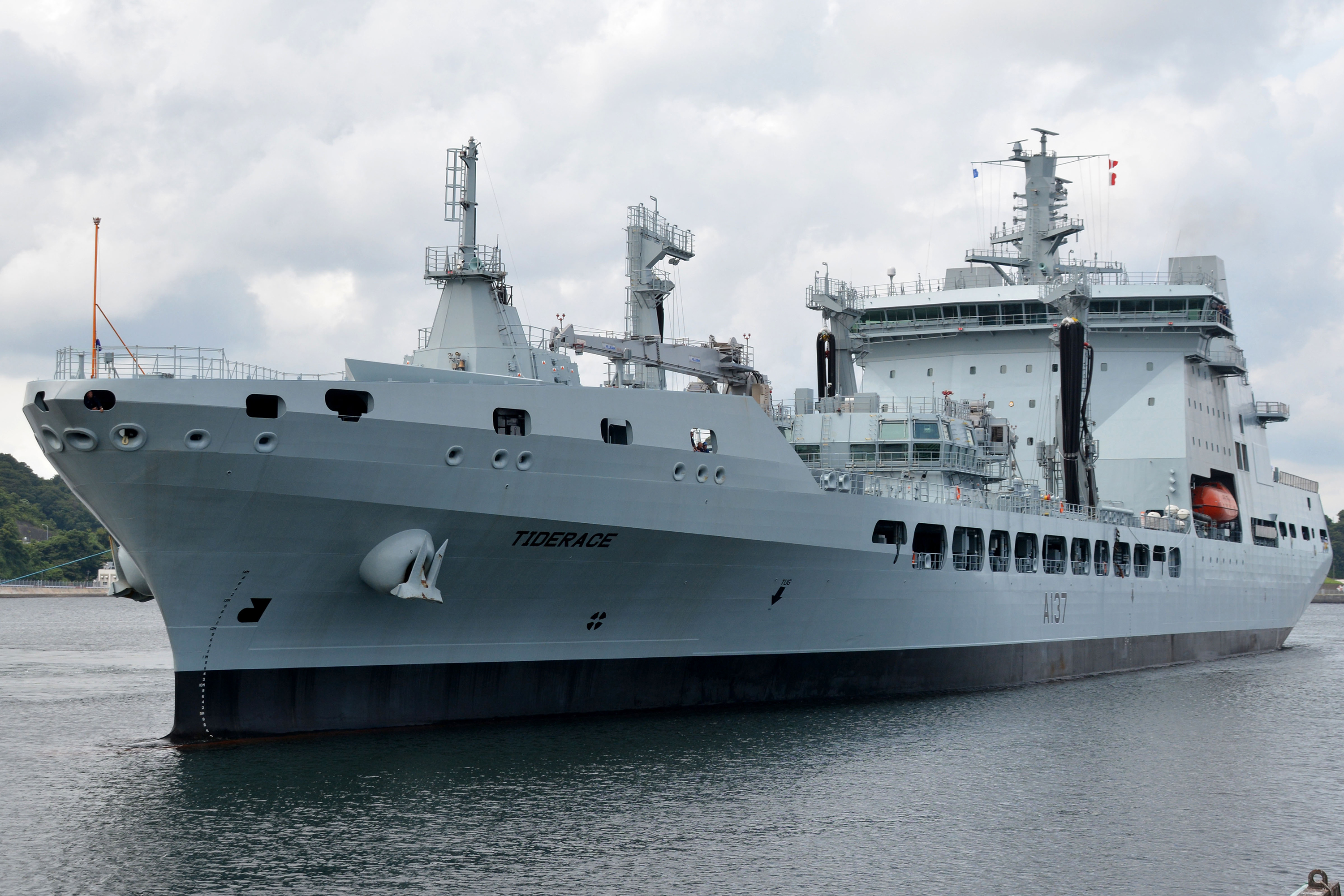
Tiderace (classe Tide)
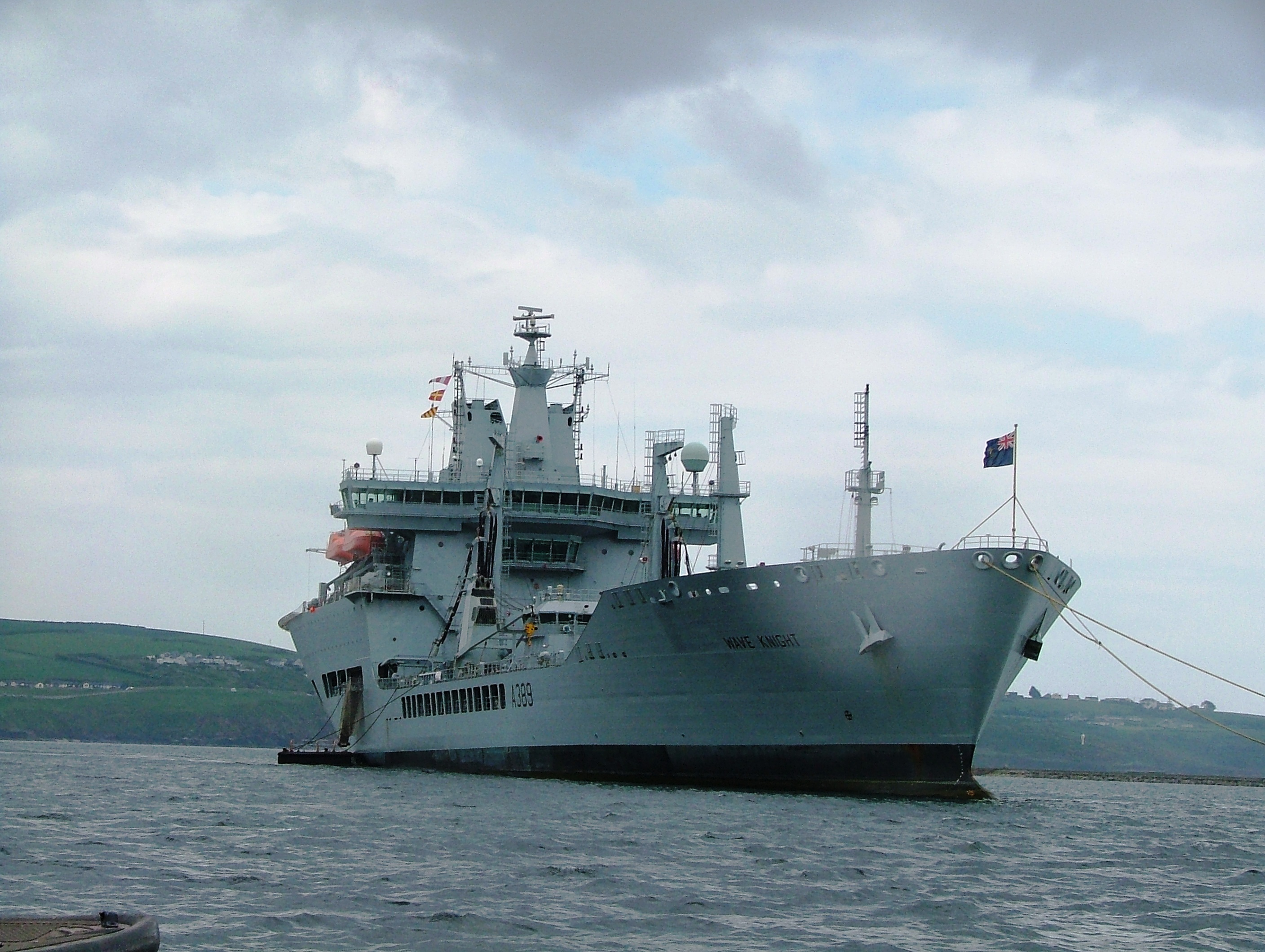
Wave Knight (classe Wave)
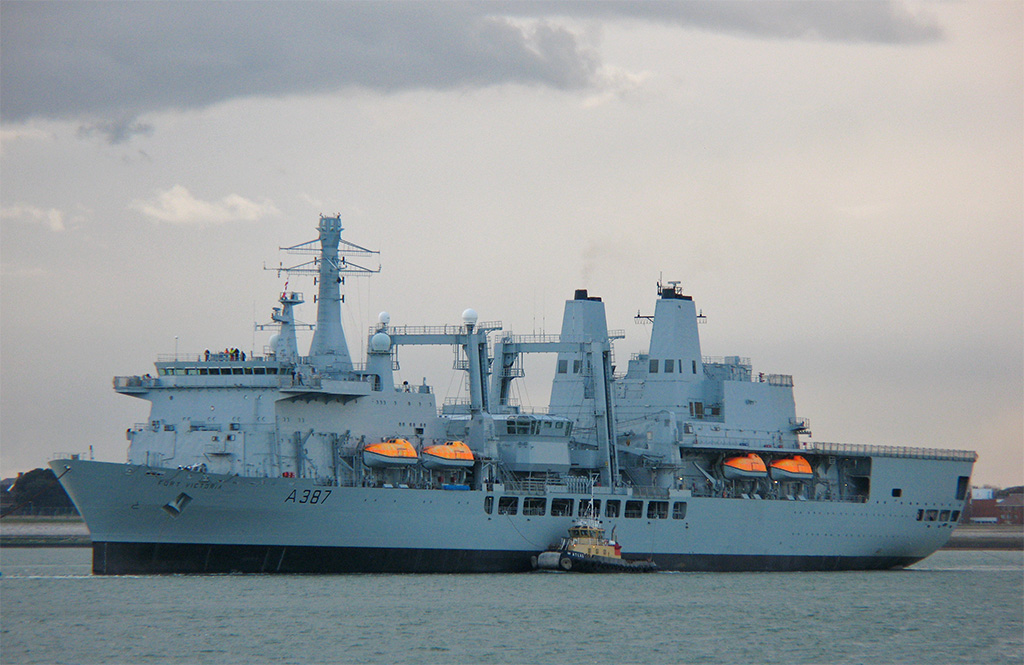
Fort Victoria (classe Fort Victoria)
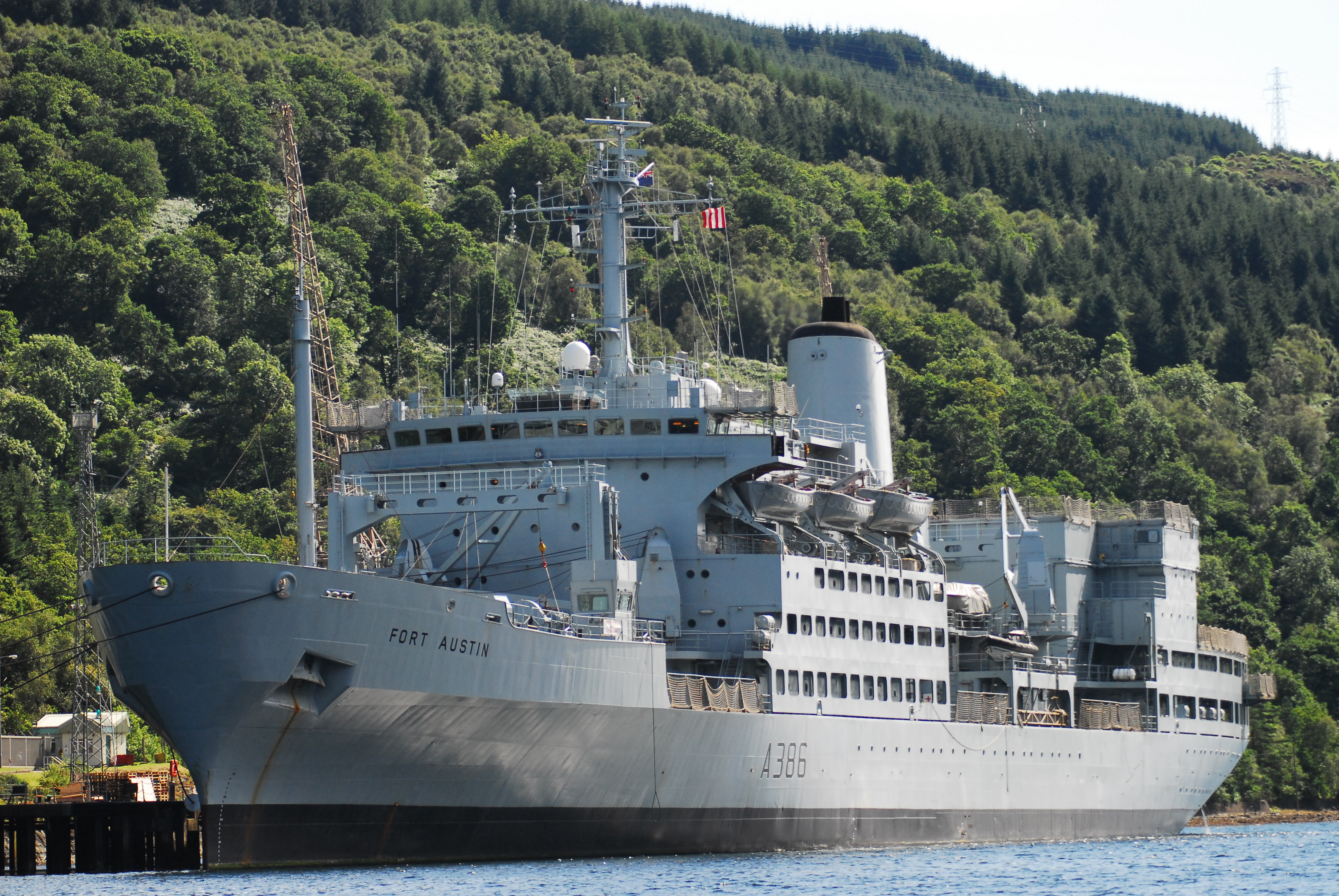
Fort Austin (classe Fort Rosalie)

### Landing Ship Dock
| Classe     | Navire           | Pennant No. | Entrée en service | Déplacement   | Type                         | Note           |
| ---------- | ---------------- | ----------- | ----------------- | ------------- | ---------------------------- | -------------- |
| Classe Bay | RFA Lyme Bay     | L3007       | 2007              | 16 160 tonnes | Dock landing ship auxiliaire | [ 30 ]         |
| Classe Bay | RFA Mounts Bay   | L3008       | 2006              | 16 160 tonnes | Dock landing ship auxiliaire | [ 31 ]         |
| Classe Bay | RFA Cardigan Bay | L3009       | 2006              | 16 160 tonnes | Dock landing ship auxiliaire | [ 32 ] [ N 4 ] |

Cardigan Bay (Classe Bay)

### Soutien à l'aviation/évacuation des victimes
| Classe | Navire    | Pennant No. | Entrée en service | Déplacement   | Type                                                              | Note   |
| ------ | --------- | ----------- | ----------------- | ------------- | ----------------------------------------------------------------- | ------ |
| —      | RFA Argus | A135        | 1988              | 28 081 tonnes | Formation à l'aviation et navire d'accueil des victimes primaires | [ 33 ] |

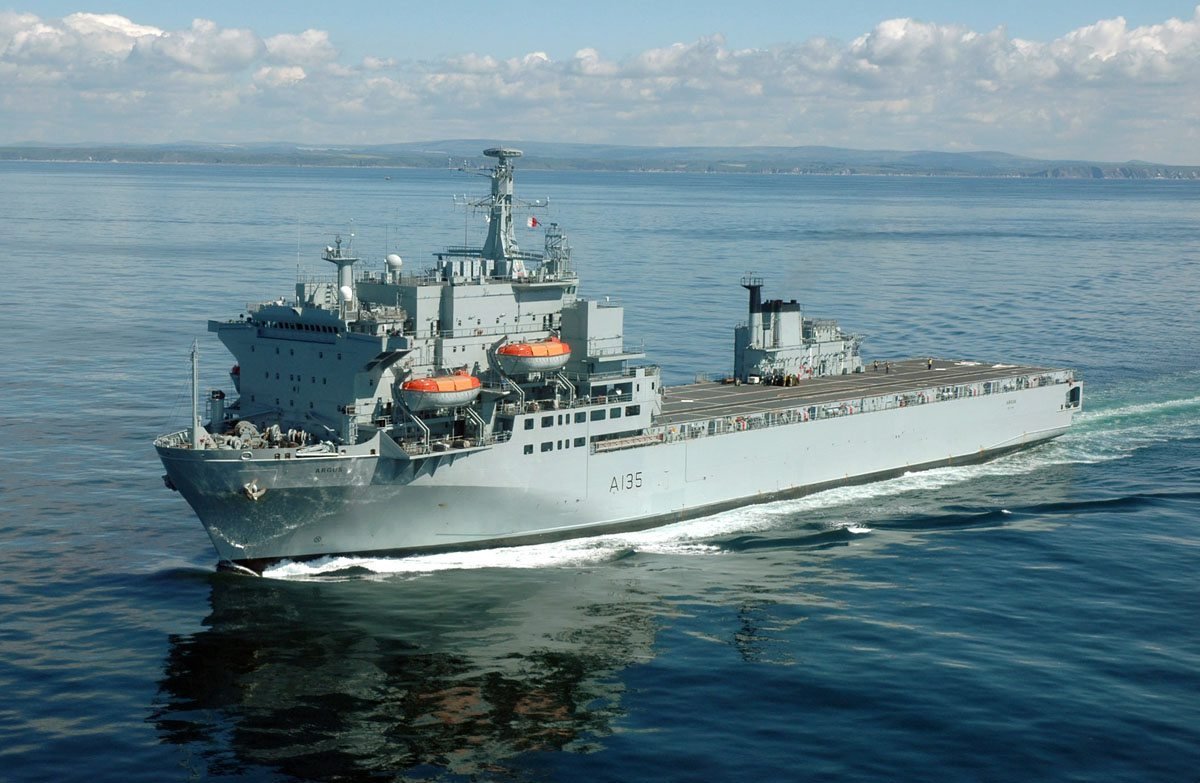
Argus

### Ministère de la défense Navires de ravitaillement
| Classe       | Navire            | Pennant No.           | Entrée en service | Déplacement                    | Type                       | Note   |
| ------------ | ----------------- | --------------------- | ----------------- | ------------------------------ | -------------------------- | ------ |
| Classe Point | MV Hurst Point    | Foreland Shipping     | 2002              | 23 000 tonnes                  | Transport maritime roulier | [ 34 ] |
| Classe Point | MV Eddystone      | Foreland Shipping     | 2002              | 23 000 tonnes                  | Transport maritime roulier | [ 34 ] |
| Classe Point | MV Hartland Point | Foreland Shipping     | 2002              | 23 000 tonnes                  | Transport maritime roulier | [ 34 ] |
| Classe Point | MV Anvil Point    | Foreland Shipping     | 2003              | 23 000 tonnes                  | Transport maritime roulier | [ 34 ] |
| —            | MV Raleigh Fisher | James Fisher and Sons | 2005              | 35 000 tonnes de port en lourd | Pétrolier                  | ,      |

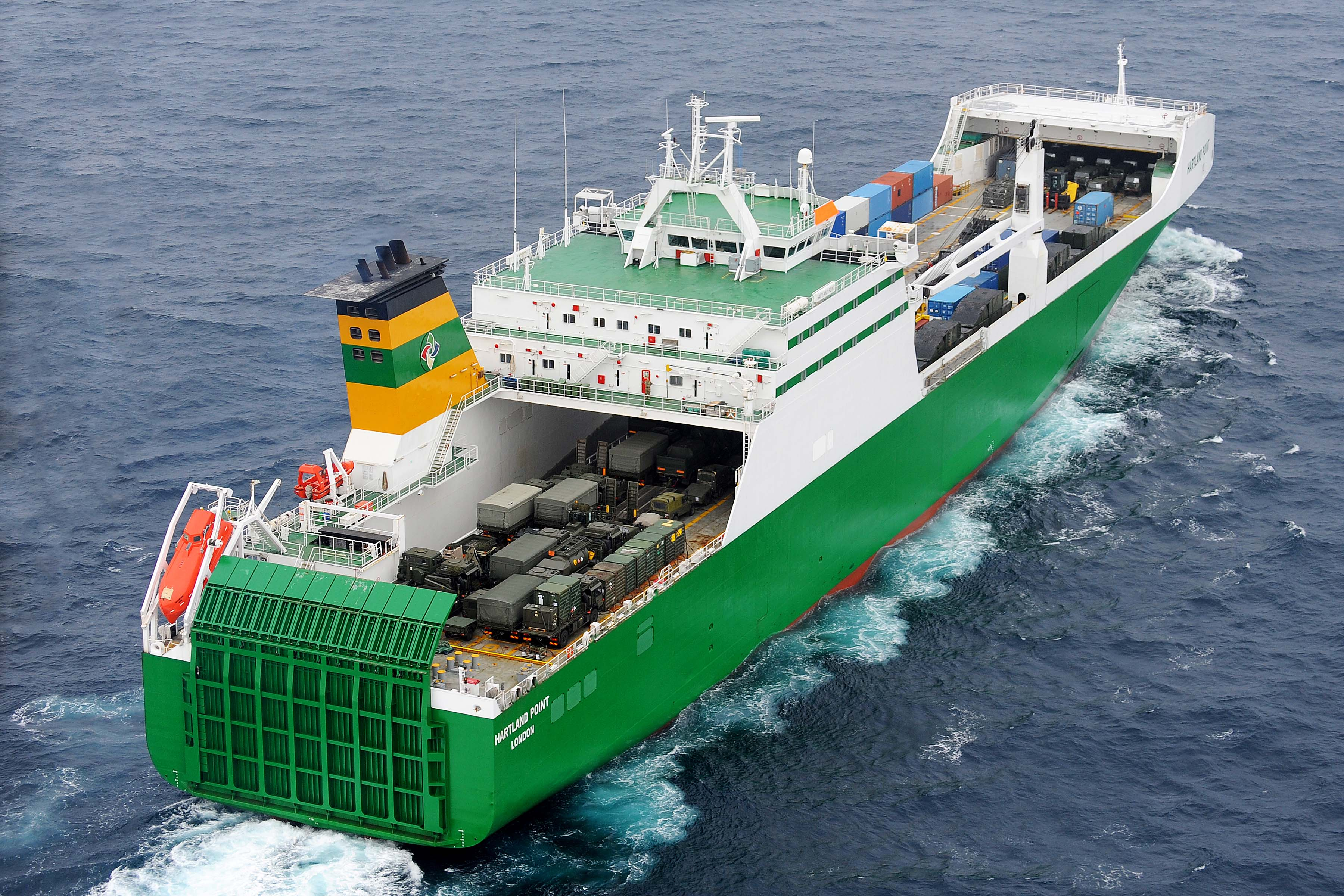
Hartland Point (Classe Point)

## Insigne de grade

### Officiers
Les insignes de grade des officiers de la RFA sont les mêmes que ceux de la Royal Navy ; toutefois, la RFA utilise le diamant utilisé par la marine marchande plutôt que la boucle utilisée par la RN.

Le grade de Commodore est le plus élevé de la RFA .
| Grade              | Commodore | Captain | Chief Officer | First Officer        | Second Officer | Third Officer  | Cadet      |
| ------------------ | --------- | ------- | ------------- | -------------------- | -------------- | -------------- | ---------- |
| Insigne            |           |         |               |                      |                |                |            |
| Abréviation        | Cdre      | Capt    | C/O           | 1/O                  | 2/O            | 3/O            | CDT        |
| Rang équivalent RN | Commodore | Captain | Commander     | Lieutenant Commander | Lieutenant     | Sub Lieutenant | Midshipman |

Couleurs des services
Le RFA utilise un tissu distinctif pour distinguer la branche de ses officiers. La Royal Navy a mis fin à cette pratique pour la plupart des officiers en 1955, à l'exception des officiers médicaux et dentaires qui sont désignés respectivement par des tissus rouges et roses.
| Deck (X) Pont | Logistics and Supply (LS) Logistique et approvisionnement | Marine Engineering (ME) Génie maritime | Systems Engineering (SE) Ingénierie des systèmes | Communications |
| ------------- | --------------------------------------------------------- | -------------------------------------- | ------------------------------------------------ | -------------- |
| sans ornement |                                                           |                                        |                                                  |                |

Les mécaniciens de marine peuvent également avoir des vêtements de couleur marron à la place du violet.

### Équipage
| Grade             | Chief Petty Officer | Petty Officer | Petty Officer | Leading Hand | Seaman Grade 1 | Seaman Grade 2 | Apprentice |
| ----------------- | ------------------- | ------------- | ------------- | ------------ | -------------- | -------------- | ---------- |
| Insigne           |                     |               |               |              |                |                |            |
| Branche présentée | Comms               | Comms         | Deck          | Comms        | Deck           | Deck           |            |

## Uniformes
Les officiers et les gradés de la RFA portent des uniformes similaires à ceux de la Royal Navy avec les marques distinctives de la RFA.

### No. 1 Dress

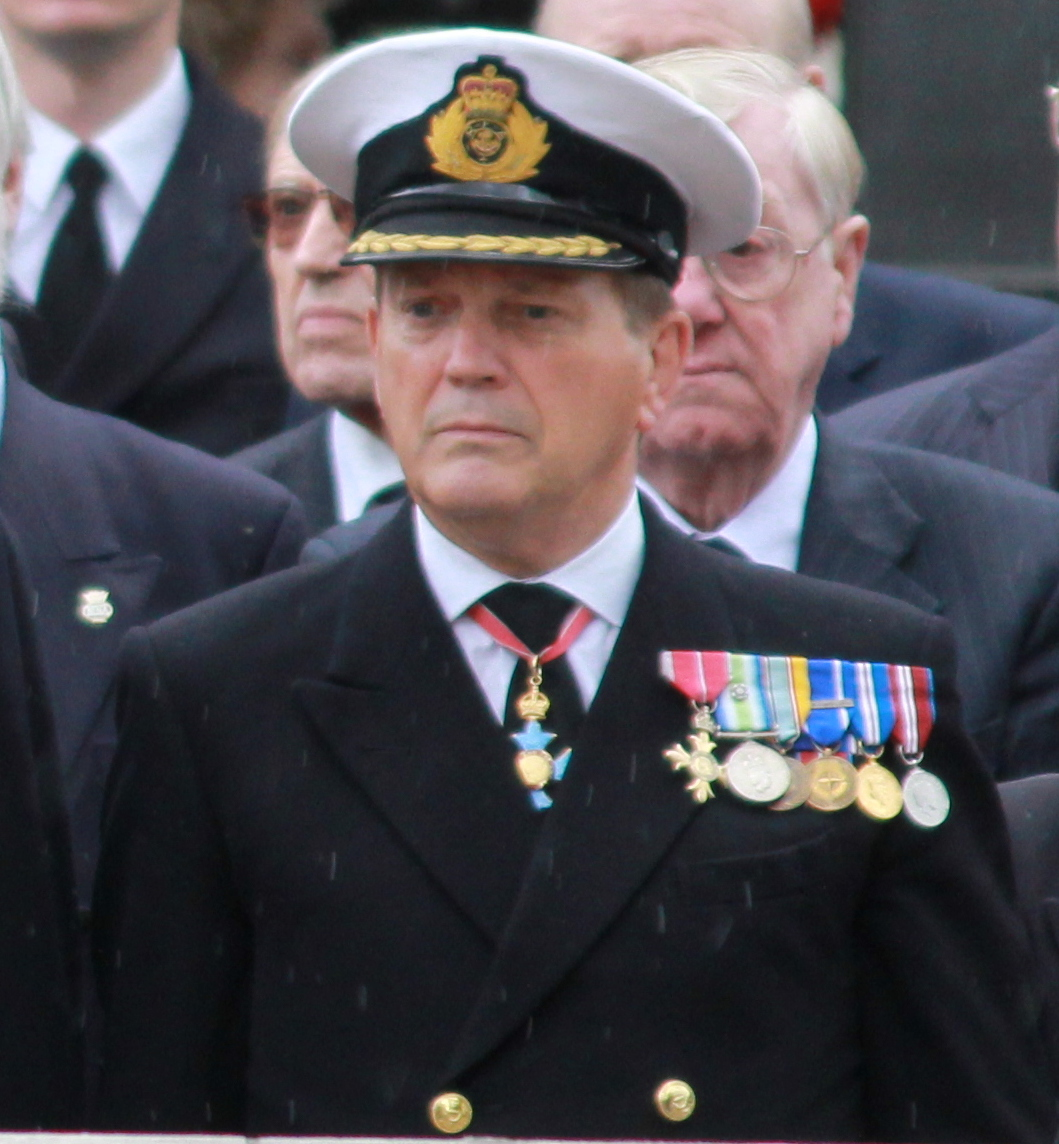
No. 1 dress

Il s'agit de l'uniforme officiel porté lors des cérémonies. Pour tous les officiers, il se compose d'une veste réfrigérée bleu marine à double boutonnage avec quatre rangées de deux boutons RFA, d'un pantalon assorti, d'une chemise blanche et d'une cravate noire, d'une casquette à visière et de chaussures en cuir noir. L'insigne de grade est indiqué sur la manche inférieure.
Pour les grades, cet uniforme est une tunique à simple boutonnage fermée par quatre boutons RFA, avec des poches de poitrine et des poches de hanches à rabat ; une chemise blanche et une cravate noire, une casquette à visière pour les officiers de rang inférieur et supérieur et un béret bleu clair pour les autres grades ; et des chaussures en cuir noir. L'insigne de grade est indiqué sur la manche inférieure.

### No. 2 Dress

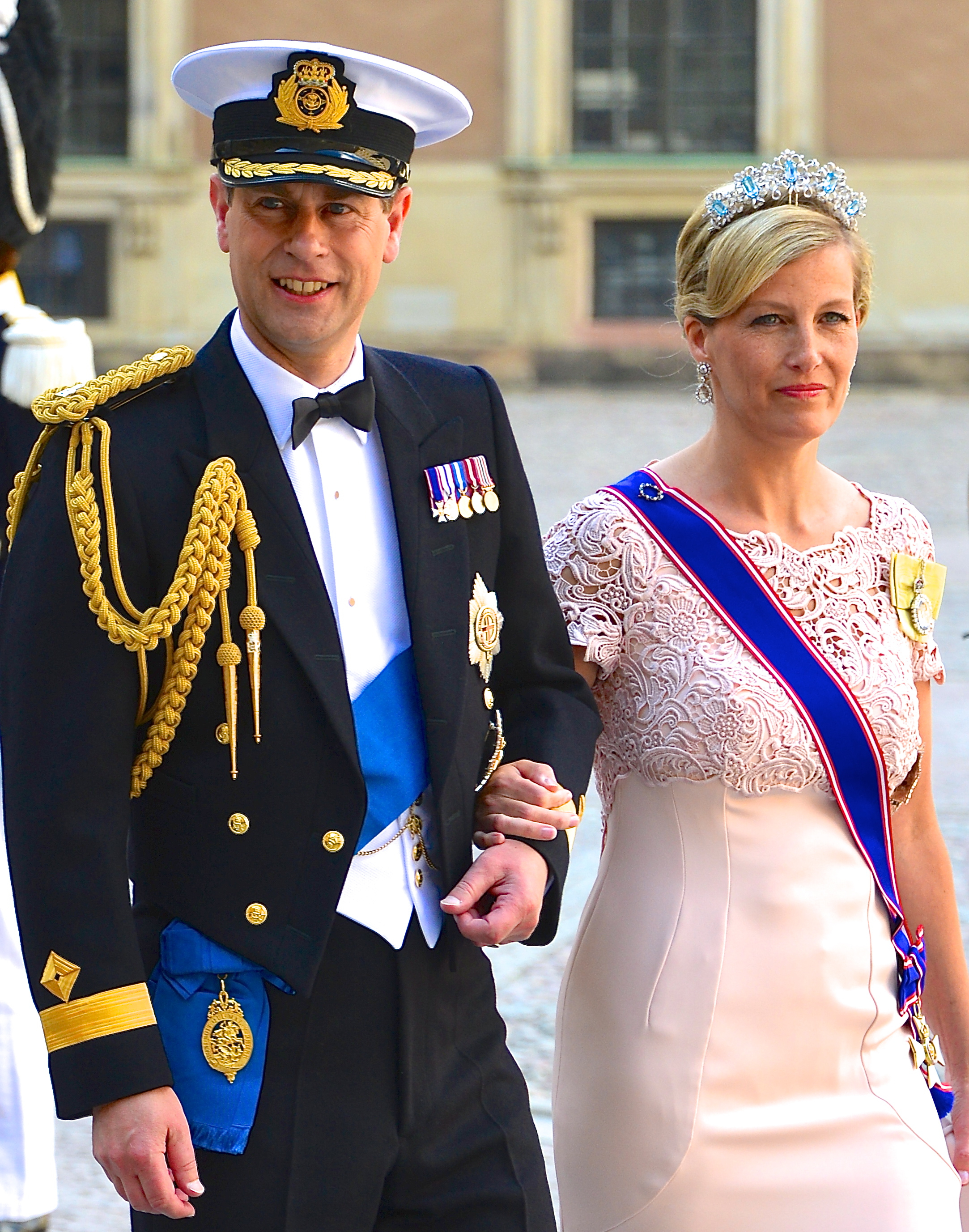
No. 2A dress

La tenue numéro 2A est la tenue de soirée officielle pour les dîners de cérémonie; elle se compose d'une veste de mess bleu marine avec un gilet blanc (ceinture de cumul noire pour les femmes officiers) avec des médailles miniatures. La tenue 2B est la "robe de mess" pour les autres fonctions du mess ; elle se compose d'une veste de mess noire ou d'un gilet bleu marine et de médailles miniatures. 2C, "red sea rig", est portée pour les tenues de soirée informelles à bord des navires ; elle se compose d'une chemise blanche à manches courtes, portée avec des épaulettes, sans médailles et avec un pantalon noir, des chaussures noires et une ceinture de smoking noire.

### No. 3 Dress
Il est porté toute l'année pour les tâches générales. Il se compose d'une chemise blanche avec des insignes de grade sur les épaules, et d'un couvre-chef approprié. Pour les officiers, la tenue 3A comprend une chemise à manches longues et une cravate, tandis que la tenue 3B comprend une chemise à manches courtes portée avec des épaulettes. La tenue 3C est la même à tous égards que la tenue 3A, mais avec l'ajout d'un maillot de laine bleu marine. C'est la même chose que pour la robe de l'officier n° 3, mais avec l'insigne et le béret de taux correspondants. Les tarifs juniors ne sont délivrés qu'avec des chemises à manches courtes et non avec des cravates. Ainsi, la robe n°3 est divisée en 3B (sans maillot) et 3C (maillot bleu marine porté par-dessus la chemise avec le col de la chemise sorti). Il n'y a pas d'équivalent de la robe 3A pour les juniors.

### No. 4 Dress
La tenue numéro 4 est l'uniforme de travail de la RFA. Elle est désignée sous le nom de Royal Fleet Auxiliary Personal Clothing System (RFAPCS) ; elle se compose d'une veste ignifugée bleu marine (portée repliée), d'un béret bleu marine, d'une ceinture d'écurie bleu marine, d'un pantalon ignifugé bleu marine, de bottes dms, d'un T-shirt bleu marine et d'une micropolaire bleu marine en option. La robe numéro 4R est la même seulement sans la veste et avec une casquette de baseball en option. Le RFAPCS se distingue de son homologue du RNPCS par le pavillon bleu de la RFA et la bande "ROYAL FLEET AUXILIARY" qui remplace le pavillon blanc et la bande "ROYAL NAVY" portés respectivement sur le bras gauche et la poche de poitrine gauche. Les jeunes officiers peuvent également porter une casquette de baseball portant l'insigne de la RFA dans cet ordre, lorsqu'ils suivent des cours dans les établissements de la Royal Navy.

### No. 5 Dress
La tenue numéro 5 est la catégorie collective pour tous les uniformes de travail spécialisés. Ils sont portés en fonction des besoins du travail.

## Recrutement et formation
Le RFA recrute les notateurs soit directement auprès de l'industrie (ou lorsqu'ils sont convenablement formés pour permettre une entrée directe), soit en tant qu'apprentis tout en entreprenant une formation.
Les agents sont recrutés de l'une des trois façons suivantes :
- directement de l'industrie (ou lorsqu'ils sont convenablement formés pour permettre une entrée directe)
- via le programme RTO (rating-to-officer)
- en tant que cadets

Tous les nouveaux officiers participent à un cours de formation initiale des officiers de marine (INT-O) de 10 semaines au BRNC Dartmouth, qui est conçu pour familiariser les nouveaux officiers avec la RFA et développer leurs compétences en matière de leadership.

## Liste des  Commodores de la Royal Fleet Auxiliary

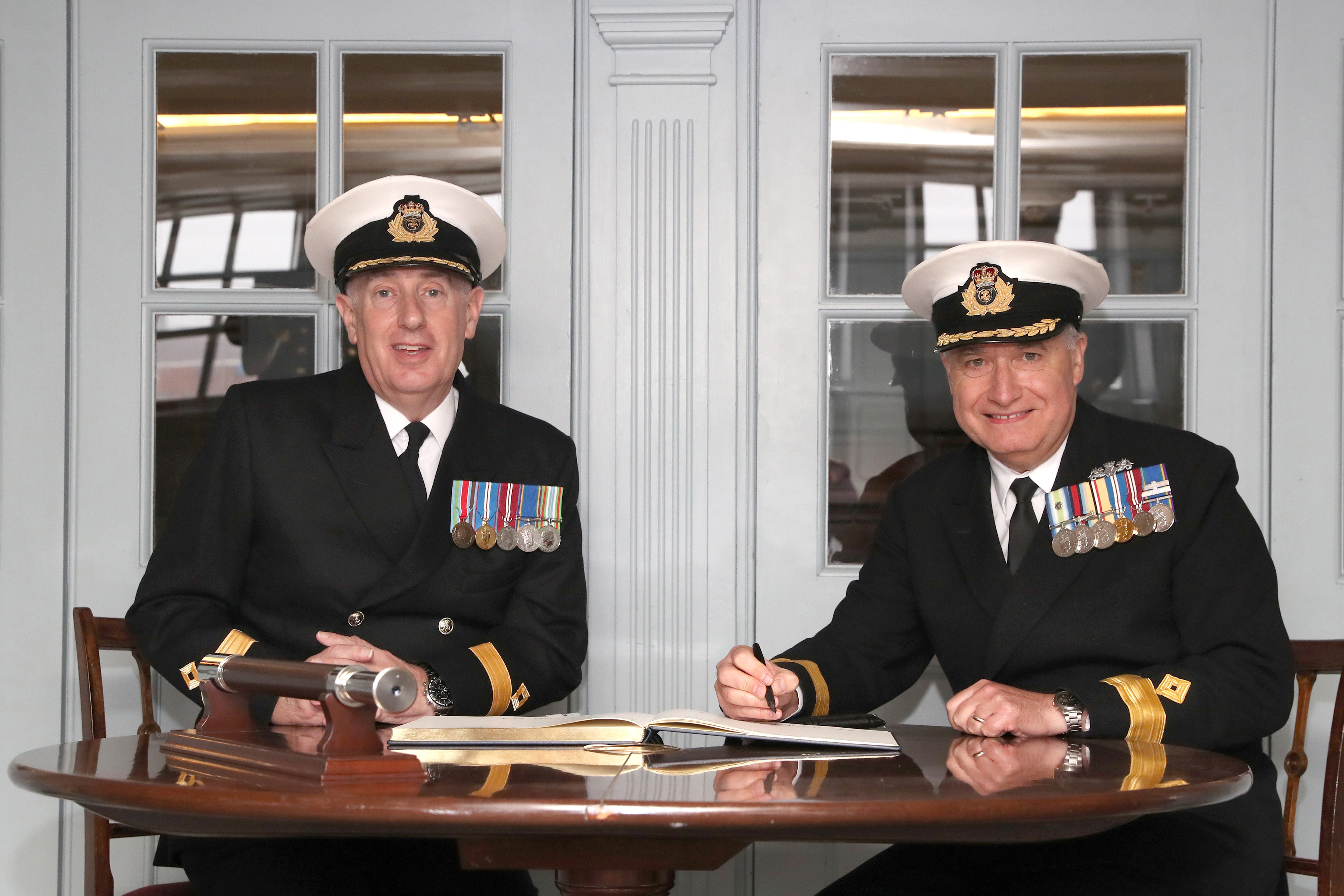
Les Commodores David Eagles et Duncan Lamb lors du transfert de commandement de la RFA en 2020

Le poste de Commodore de la Royal Fleet Auxiliary (COMRFA) a été créé en 1951, connu sous le nom de Commodore RFA et Directeur adjoint du soutien à flot de la Royal Navy depuis 2020, est l'officier supérieur du RFA.
Les personnes suivantes ont exercé les fonctions de COMRFA,:
- 1951–1954: Stanley Kent
- 1954–1955: William Browne
- 1955–1957: Thomas Card
- 1957–1962: Thomas Elder
- 1962–1964: Albert Curtain
- 1964–1966: Eric Payne
- 1966–1968: Griffith Evans
- 1968–1971: Joe Dines
- 1971–1972: Henry L'Estrange
- 1972–1977: George Robson
- 1977–1983: Samuel Dunlop[40]
- 1983–1985: James Coull
- 1986–1989: Barry Rutterford
- 1989–1994: Richard Thorn
- 1994–1999: Norman Squire
- 1999–2003: Peter Lannin
- 2003–2008: Robert Thornton
- 2008–2013: Bill Walworth
- 2013–2015: Rob Dorey
- 2015–2020: Duncan Lamb
- 2020- David Eagles[39],[41]

## Organisation équivalente
- Military Sealift Command